# House of 9
House of 9 è un film del 2005 diretto da Steven R. Monroe.

## Trama
Il film si apre con le viste delle telecamere di sorveglianza di un palazzo e delle sue stanze; le visualizzazioni si alternano tra le immagini di nove persone rapite. Lea (Kelly Brook), una rapita, si sveglia in una camera da letto. Nota gli altri nelle camere da letto vicine e corre alla porta principale. Trova che le finestre sono tutte murate con mattoni; anche la porta del seminterrato è bloccata. Ha un attacco di panico e sviene. Lea viene svegliata da padre Duffy (Dennis Hopper), un prete che si trova con un gruppo di sette persone. Una voce (Jim Carter) arriva da un altoparlante che annuncia che sono riuniti per giocare. I loro amici e la loro famiglia vengono "accuditi", quindi non verranno trovati. Inoltre, sono stati scelti "non in base a chi sono, ma a cosa sono". È come un reality show, solo molto più grave: le regole sono che il vincitore è l'ultimo rimasto in vita; lui o lei sarebbero quindi stati liberati e avrebbero ricevuto anche un risarcimento di cinque milioni di dollari USA. I giocatori discutono della situazione. Cercano di sfondare la porta usando un tavolo da pranzo come un ariete, e poi cercano di scavare e sfondare altri buchi, ma niente funziona. Un suono dalla cucina attira i ragazzi, si rivela essere un montavivande con del cibo.
Nella sala da pranzo, i giocatori si presentano. Padre Duffy è un prete. Jay è un poliziotto con una pistola. Lea è una ballerina vegetariana. Claire è una tennista. Francis è un musicista e Cynthia è sua moglie. Al B è un rapper ambizioso che brama la pistola di Jay e presume che tutto ciò che viene detto su di lui sia motivato dalla razza. Shona è una tossicodipendente con un monitor alla caviglia; alcuni giocatori sperano che questo possa attirare un aiuto esterno. Max Roy (Peter Capaldi) è uno stilista di vestiti. Dopo cena, i giocatori scelgono le camere da letto. Cynthia e Francis ne prendono uno, e Duffy ne prende uno; gli altri vengono divisi in coppie casuali. Jay e Lea parlano delle loro famiglie, fino a quando qualcuno si intrufola e cerca di rubare la pistola di Jay. Jay e Lea sventano il tentativo e riuniscono tutti nel corridoio dove litigano. Successivamente, Jay dice a Lea che si fida solo di lei e di Duffy. I giocatori aprono un armadietto del vino e bevono, tranne Duffy, che torna nella sua stanza. Lea va a fare una passeggiata e Jay si siede nel suo letto. Francis esce con un tappo di vetro; lo rompe in bagno e nasconde alcuni frammenti sotto il coperchio del water. Shona, Claire e Max si ubriacano. Al B flirta e balla con Cynthia, fino all'arrivo di Francis. I due uomini litigano, ma quando Cynthia interviene, Al B la spinge e la sbatte con la nuca contro la ringhiera di pietra, causandone la morte. Jay "arresta" Al B e lo rinchiude in una stanza usando un tubo. I giocatori sono scioccati dalla morte di Cynthia. Al B urla di essere liberato. Duffy gli porta del cibo, ma lui scappa e attacca Jay e lo picchia. Con il suo ultimo respiro, Jay dà a Duffy la sua pistola. Al B torna lentamente nella stanza e chiude la porta.
Il giorno dopo, i sei giocatori rimasti trovano cibo e vino, insieme a una carta che dice "Buon lavoro". Corrono nella stanza di Al B e scoprono che si è impiccato. Duffy e Lea rimangono scioccati, mentre gli altri giocatori vanno a mangiare. Francis si ritira e mostra segni di un crollo mentale. Shona e Claire discutono, e si intensifica al punto in cui Claire uccide Shona. Nel frattempo, Francis insegue Lea, che si sta lavando la faccia in bagno. Strappa la lampada dal muro e la getta nel lavandino, fulminandola. Claire dice a Duffy di aver ucciso Shona per legittima difesa. Duffy parte per cercare Lea e la trova sul pavimento del bagno. Francis arriva e finge di essere sorpreso. Nel frattempo, Claire va a prendere del cibo, ma vede Max. Si offre di stringere un'alleanza con lui; lui accetta. Francis attacca Duffy con l'assunto che non avrebbe reagito con la pistola, ma Duffy gli spara allo stomaco. Mentre Claire si gira al suono, Max le avvolge la cintura intorno al collo. Duffy torna nell'atrio e vede Max strangolare Claire. Max spiega che "stava rubando del cibo", ma rifiuta le suppliche di Duffy di fermarsi. Duffy spara a Max in testa. Lo sparo risveglia Lea, sopravvissuta all'elettrocuzione. Si barrica la porta e si precipita nella doccia, Nel coperchio del water trova i frammenti di vetro che Francis ha nascosto. Strappa una tenda da doccia e l'avvolge intorno a uno dei frammenti. Duffy chiede a Claire se sta bene, ma viene pugnalato alla schiena da Francis e lascia cadere la pistola. Francis lo recupera e spara a Claire. Duffy implora per la sua vita, ma Francis usa l'ultimo round per sparargli. Credendo di aver vinto, grida ripetutamente "Ho vinto!" Al piano di sopra, Lea fa accidentalmente rumore. Francis sente il rumore e va di sopra. Lea si nasconde sotto il letto quando Francis entra nella stanza. Nella conseguente lotta, Lea pugnala Francis alla gamba con il frammento e corre su un balcone. Francis la attacca e ribaltano la ringhiera. Lea atterra sopra Francis, ma quando si alza, si rende conto che il frammento ha trafitto Francis nel cuore.
La porta d'ingresso si apre, rivelando una luce brillante e una borsa sul pavimento. Lea va alla porta, prende la borsa e si avvia apparentemente verso l'uscita che si rivela invece essere una stanza  dove altri concorrenti usciti vincitori dal gioco , come lei, stringono ferocemente la loro sacca colma di soldi con l'espressione di un lupo che difende il suo cibo . E così cala il sipario, con il dubbio . . .

## Curiosità
Il film presenta due finali distinti: nel primo il vincitore (Lea) sviene e si ritrova in una stanza trovando il premio e un televisore in cui vede che nel resto della casa sono comparsi 9 nuovi "concorrenti". Nel secondo la porta d'ingresso si apre, la borsa con i soldi giace su un corridoio e oltre l'altra porta trova altre 4 persone, tutte terrorizzate, ed ognuna stringe tra le braccia una borsa simile; in quest'ultimo caso si suppone essere un nuovo livello di questo gioco al massacro in cui i vincitori di ogni gruppo di nove persone si devono scontrare tra loro.